# Strimhalsmangust
Strimhalsmangust (Urva vitticolla syn. Herpestes vitticollis) är en däggdjursart som beskrevs av Bennett 1835. Herpestes vitticollis ingår i släktet Herpestes och familjen manguster.
Artepitet i det vetenskapliga namnet är bildat av de latinska orden vitta (band) och collis (krage/hals).

## Utseende
Hannar är på Sri Lanka med en kroppslängd (huvud och bål) av cirka 48,9 cm, en svanslängd av cirka 32,5 cm och en vikt av upp till 3,1 kg mindre än hannar på fastlandet. De senare blir i genomsnitt 52,9 cm långa (huvud och bål), svanslängden är cirka 31,5 cm och vikten går upp till 3,4 kg. Samma gäller honor som är cirka 46,4 cm lång (huvud och bål) samt upp till 1,7 kg tung på Sri Lanka, med en cirka 30,4 cm lång svans. Kroppslängden för honor på fastlandet är 47,4 cm, svanslängden är 29,7 cm och vikten går upp till 2,7 kg.
Huvudet har en järngrå till brun päls med violett skugga som är lite spräcklig på grund av inblandade gula hår. Kännetecknande är en svartaktig strimma på varje sida av halsen. Även bålens ovansida är spräcklig med orangeröda och mörkbruna hår. Antalet bruna hår minskar fram mot stjärten. Arten har ett gulbrunt bröst samt orangegula hår på buken. Största delen av svansen är täckt av orangeröd päls. Bara svansens spets är svart. Denna mangust har fem fingrar respektive tår vid händer och fötter. Arten har i varje käkhalva 3 framtänder, 1 hörntand, 4 premolarer och 2 molarer.

## Utbredning
Denna mangust förekommer i södra Indien och på Sri Lanka. Arten föredrar kulliga regioner eller låga bergstrakter men hittas även i låglandet. Habitatet utgörs av skog, buskmarker och odlade områden. Strimhalsmangust vistas ofta nära vattendrag eller vid träsk.

## Ekologi
Djuret är främst dagaktiv och lever vanligen ensam, men par blev observerade utanför parningstiden. Såvida känd äter arten mindre däggdjur, ödlor, fåglar, ägg, insekter och rötter. Denna mangust vistas ofta nära vattendrag och i träskmarker. Därför antas att den även äter grodor, fiskar och kräftdjur.
Kullens storlek uppskattas med två till tre ungar. Honor på Sri Lanka uppfostrade sina ungar i skyddet av överhängande klippor.

## Status
Det största hotet mot beståndet är antagligen landskapsförändringar. Dessutom jagas Herpestes vitticollis för köttets och pälsens skull. Bland annat produceras kvastar av håren. Allmänt är denna mangust inte sällsynt. IUCN kategoriserar arten globalt som livskraftig.

## Underarter
Arten delas in i följande underarter:
- H. v. vitticollis, Sri Lanka
- H. v. inornatus, sydvästra Indien

Typexemplaret hittades på Sri Lanka.